# Сердобск
Сердобск (рус. Сердобск) град је у Русији у Пензенској области.

## Становништво
| 1939.  | 1959.  | 1970.  | 1979.  | 1989.  | 2002.  | 2010.  |
| ------ | ------ | ------ | ------ | ------ | ------ | ------ |
| 12.807 | 26.119 | 33.783 | 39.936 | 43.518 | 37.738 | 35.393 |